# Wenzelberg (Antarktika)
Der Wenzelberg ist ein 2250 m hoher Berg im ostantarktischen Viktorialand. Er ist einer der Gipfel der Lawrence Peaks in den Victory Mountains und ragt westlich des Aklestadbergs und östlich der Endelsleiste auf.
Wissenschaftler der deutschen Expedition GANOVEX III (1982–1983) nahmen seine Benennung vor. Namensgeber ist Jim Wenzel, leitender Hubschrauberpilot bei dieser Forschungsreise.